# Pietro Antonio Crevenna
Pietro Antonio Crevenna, appelé ordinairement Bolongaro Crevenna, né à Milan en 1735 et mort à Rome en 1792 est un bibliophile et bibliographe italien.

## Biographie
Homme d’une grande richesse et d’une grande instruction, il naquit à Milan. Il tenait une grande partie de sa fortune de Giacomo Filippo Bolongaro, son beau-père. Crevenna, livré au commerce, ne négligea pas les lettres ; il recueillit et étudia une immense quantité d’ouvrages. Il publia lui-même le catalogue de sa belle bibliothèque, sous ce titre : Catalogue raisonné de la collection de livres de M. Pierre-Antoine Crevenna, Amsterdam, 1776, 6 vol. in-4°. Il y a mis des notes, dans quelques-unes desquelles il relève modestement des erreurs de Debure. Jérôme de Bosch, qui, comme l’a remarqué Jean François Boissonade, ne laissait passer aucune occasion d’exprimer à ses amis la part qu’il prenait, soit à leur plaisir, soit à leur affliction, publia une pièce en vers latins, en l’honneur de cette bibliothèque. Crevenna, voulant se défaire d’une partie de ses livres, donna un second catalogue intitulé : Catalogue des livres de la bibliothèque de M. P. A. Crevenna, Amsterdam, 1789, 5 vol. in-8°. Ce second catalogue renferme, dit Gabriel Peignot, plus d’articles que le précédent ; mais il y a peu de notes. Crevenna fit un voyage en Italie en 1792, et mourut à Rome le 8 octobre de cette année.

## Œuvres
Quelque temps après parut Catalogue de la bibliothèque de feu M. Pierre-Antoine Bolongaro Crevenna, qui sera vendu publiquement, Amsterdam, 1793, in-8°. Crevenna s’était occupé d’une Histoire de l’origine et des progrès de l’imprimerie. Il avait annoncé lui-même qu’il la ferait paraître aussitôt que le permettrait la gravure du grand nombre de planches qui devait l’accompagner. Il ne s’était pas borné à faire calquer trois ou quatre lignes d’un livre ; mais il avait pris ordinairement la première et la dernière page de chaque ouvrage où se trouvent le plus souvent la date de l’édition ainsi que le nom de la ville et de l’imprimeur. On doit regretter non-seulement que Crevenna n’ait pas achevé son ouvrage, mais encore qu’on n’ait pas publié ce qu’il en avait déjà fait.